# Джартан Поскит
Джартан Поскит (на английски: Kjartan Poskitt) е британски телевизионен водещ и писател от унгарски произход, автор на бестселъри в жанровете детска литература и научнопопулярна литература за деца и юноши.

## Биография и творчество
Джартан Поскит е роден на 15 май 1956 г. в Йорк, Англия. Завършва Колингууд колидж на Университета на Дърам. Още в университета започва да пише скечове и текстове за песни.
В края на 1980-те г. започва да пише за деца, първоначално книжки-пъзели и книжки с рисунки. Става известен със забавната научнопопулярна детска поредица „Жестоката математика“, чиято първа книжка е публикувана през 1997 г.
Бил е водещ на редица образователни детски телевизионни предавания, предимно към Би Би Си.
През 2007 г. започва да публикува и художествени романи за деца – поредиците „Ургум Брадвата“, „Агата Папагала“ и „Боргон Брадвата“.
Джартан Поскит живее със семейството си в Йорк.

## Произведения

### Серия „Ургум Брадвата“ (Urgum)
1. Urgum the Axeman (2007)
2. Urgum and the Seat of Flames (2007)
3. Urgum and the Goo Goo Bah! (2008)

### Серия „Агата Папагала“ (Agatha Parrot)
1. Agatha Parrot and the Floating Head (2011)
2. Agatha Parrot and the Mushroom Boy (2012)
3. Agatha Parrot and the Zombie Bird (2012)
4. Agatha Parrot and the Heart of Mud (2013)
5. Agatha Parrot and the Thirteenth Chicken (2013)
6. Agatha Parrot and the Odd Street Ghost (2014)

### Серия „Боргон Брадвата“ (Borgon the Axeboy)
1. The Dangerous Breakfast (2014)
2. The Prince's Shadow (2015)
3. The Whispering Temple (2015)

### Участие в общи серии с други писатели

#### Серия „Ужасно известни“ (Horribly Famous)
- Isaac Newton and His Apple (1999)

от серията има още 7 романа от различни автори

### Документалистика и научнопопулярна литература
- HENRY the Tudor Dude (1995)
- Professor Fiendish's book of brain benders (2002)
Професор Заразни представя главоблъсканици: Написана изцяло от проф. Заразни без никаква помощ от Джартан Поскит, изд.: „Егмонт България“, София (2006), прев. Юлия Чернева

#### Серия „Жестоката математика“ (Murderous Maths)
1. Murderous Maths (1997)
Жестоката математика, изд.: „Егмонт България“, София (2003), прев. Марин Загорчев
2. More Murderous Maths (1998)
Още по-жестоката математика, изд.: „Егмонт България“, София (2003), прев. Марин Загорчев
3. The Essential Arithmetricks (1998)
Аритметични трикове как да + – x, изд.: „Егмонт България“, София (2003), прев. Марин Загорчев
4. The Mean and Vulgar Bits (2000)
Подлите дроби, изд.: „Егмонт България“, София (2003), прев. Марин Загорчев
5. Desperate Measures (2000)
Кошмарните мерки: Дължина, площ и обем, изд.: „Егмонт България“, София (2004), прев. Нина Руева
6. Do you feel lucky?: The Secrets of Probability (2001)
Тайните на късмета: Разгадай вероятностите, изд.: „Егмонт България“, София (2004), прев. Нина Руева
7. Vicious circles and other savage shapes (2002)
Порочните кръгове и други страшни фигури, изд.: „Егмонт България“, София (2005), прев. Ирена Витанова
8. The key to the universe (2002)
Числата: Ключът към вселената, изд.: „Егмонт България“, София (2005), прев. Нина Руева
9. The phantom X (2003)
Фантома X, изд.: „Егмонт България“, София (2007), прев. Юлия Чернева
10. The Fiendish Angletron (2004)
Злокобният ълготрон: Тригонометрия, изд.: „Егмонт България“, София (2007), прев. Юлия Чернева
11. The perfect sausage and other fundamental formulas (2005)
Идеалната наденичка и други важни формули, изд.: „Егмонт България“, София (2006), прев. Нина Руева
12. Murderous maths Su Doku (2005)
Судоку: 100 забавни игри с цифри, изд.: „Егмонт България“, София (2005), прев. Нина Руева
13. Kakuro and other fiendish number puzzles (2006)
Какуро и други коварни игри с числа, изд.: „Егмонт България“, София (2006), прев. Виделина Димитрова
14. Codes: how to make them and break them (2007)
Кодовете: Как да кодираме и декодираме, изд.: „Егмонт България“, София (2007), прев. Иван Янчев

- Awesome Arithmetricks (2008)
- The Murderous Maths of Everything (2010)
- Savage Shapes (2010)
- The Secret Life of Codes (2010)
- Easy Questions, Evil Answers (2010)
- All Shapes and Sizes (2014)
- The Brain-Bending Basics (2014)
- The Magic of Maths (2014)
- The Secret of Sums (2014)
- The Secrets of Sums (2014)
- Shapes and Measures (2014)
- The Most Epic Book of Maths Ever (2015)

### Книги-пъзели
- The Mystery of the Magic Toy (1989)
- The Mystery of the Pirate's Treasure (1990)
- Decode The Deadliest Joke In The Universe (1997)
- Find The Phantom Of Ghastly Castle (1997)
- Attack Of Killer Puzzles (1998)
- Titus O'Skinty's Gruesome Game Show (1998)

### Книжки с картинки
- The 99 Don'ts: A Guide to Unrecommendable Practices (1992)
- The 122 Turn Offs (1993)